# Cumella indosinica
Cumella indosinica är en kräftdjursart som beskrevs av John Todd Zimmer 1952. Cumella indosinica ingår i släktet Cumella och familjen Nannastacidae. Inga underarter finns listade i Catalogue of Life.